# Équipe d'Algérie de football en 2016
Maillots
Actualités
L'équipe d'Algérie de football participe lors de cette année 2016 aux Qualifications à la Coupe d'Afrique des nations 2017 et aux éliminatoires de la Coupe du monde 2018.

## Déroulement de la saison

### Résumé de la saison
Cette année 2016 voit les premières sélections de Yassine Benzia, Sofiane Hanni, Sofiane Bendebka et Ismaël Bennacer.

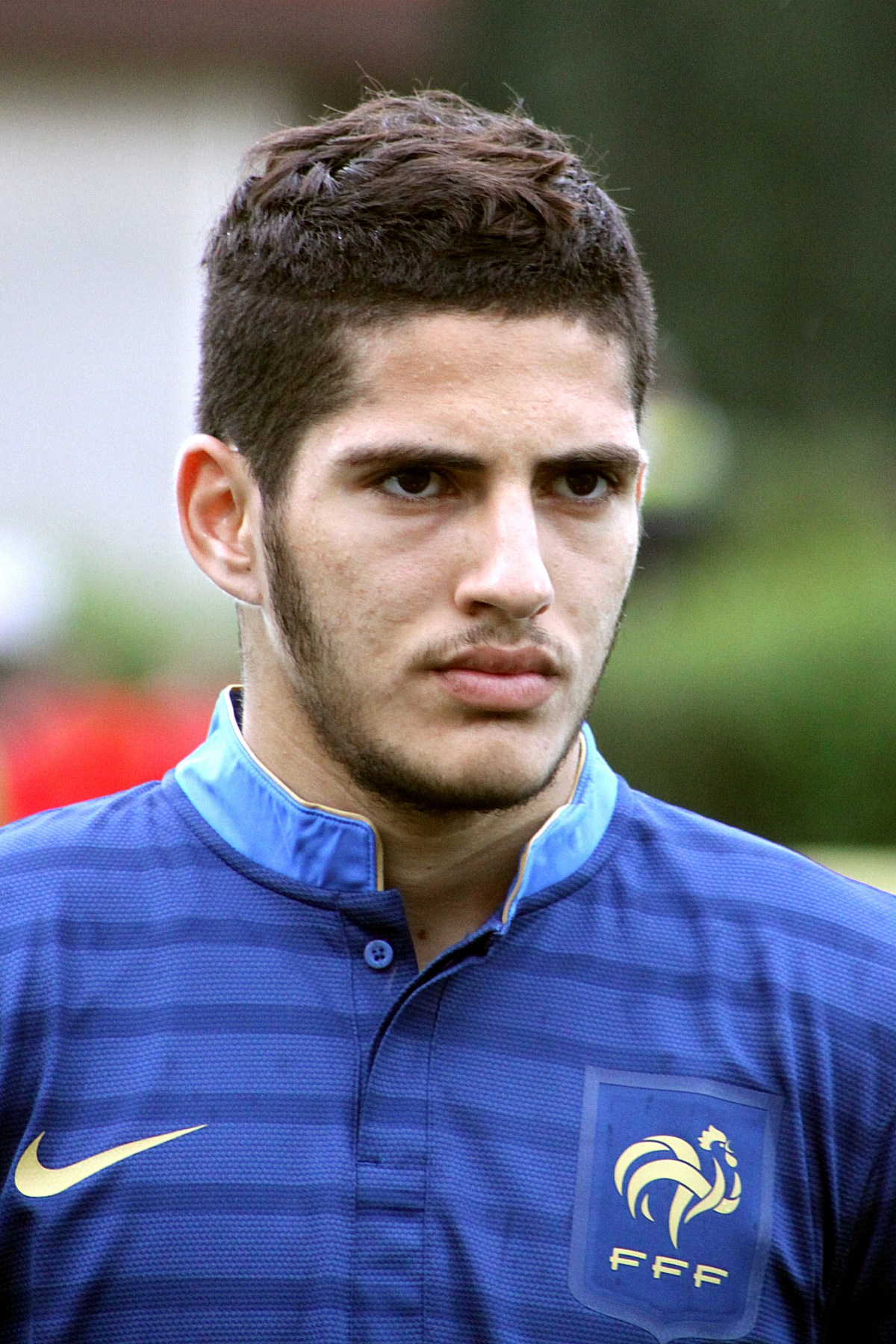
Yassine Benzia
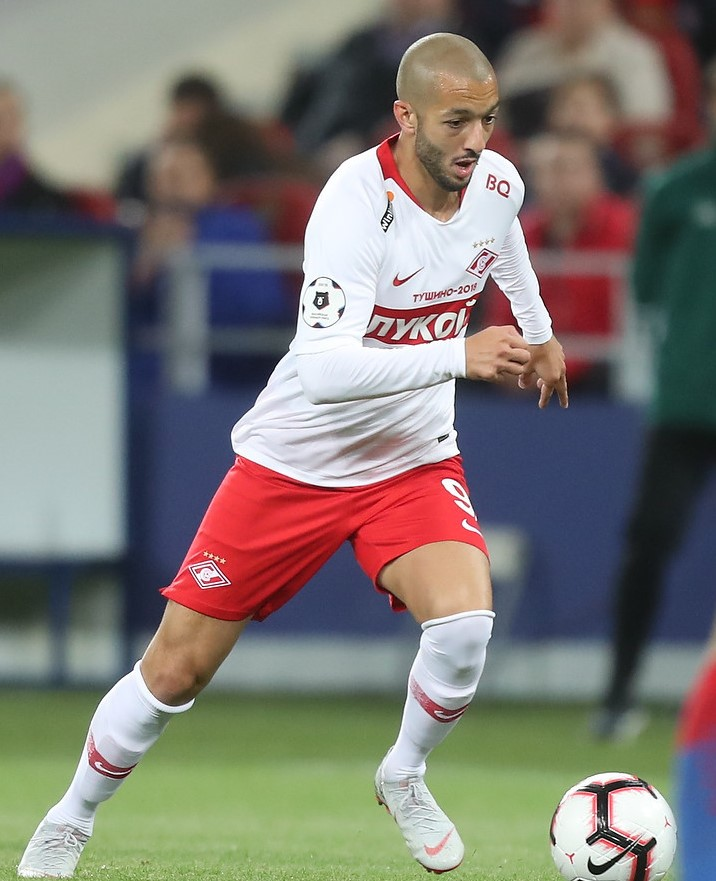
Sofiane Hanni
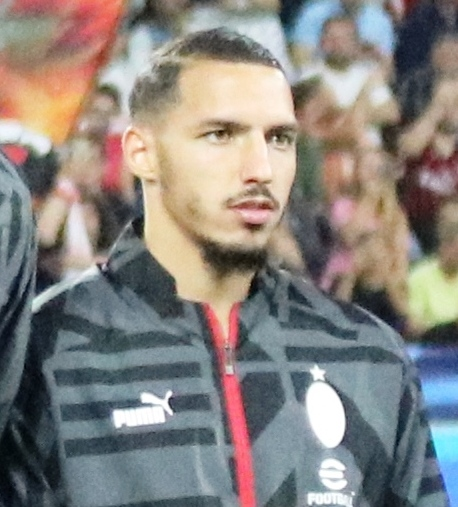
Ismaël Bennacer

### Classement FIFA 2016
Le tableau ci-dessous présente les coefficients mensuels de l'équipe d'Algérie publiés par la FIFA durant l'année 2016, fr.fifa.com.
| Mois | janv. | fév. | mars | avril | mai | juin | juillet | août | sept. | oct. | nov. | déc. |
| Rang | 28    | 36   | 37   | 33    | 33  | 32   | 32      | 32   | 35    | 35   | 38   | 38   |

### Classement de la CAF
Le tableau ci-dessous présente les coefficients mensuels de l'équipe d'Algérie dans la CAF publiés par la FIFA durant l'année 2016.
| Mois | janv. | fév. | mars | avril | mai | juin | juillet | août | sept. | oct. | nov. | déc. |
| Rang | 2     | 3    | 3    | 1     | 1   | 1    | 1       | 1    | 2     | 3    | 5    | 5    |

### Bilan
| Rang | Équipe  | Pts | J | G | N | P | Bp | Bc | Diff |
| ---- | ------- | --- | - | - | - | - | -- | -- | ---- |
| #    | Algérie | 11  | 6 | 3 | 2 | 1 | 20 | 8  | +12  |

## Matchs
| Date             | Stade, Ville, Pays                        | Adversaire | Score | Compétition | Buteurs algériens :                                                       | Classement Fifa |
| ---------------- | ----------------------------------------- | ---------- | ----- | ----------- | ------------------------------------------------------------------------- | --------------- |
| 25 mars 2016     | Stade Mustapha Tchaker Blida, Algérie     | Éthiopie   | 7 - 1 | QCAN 2017   | Feghouli 23e 47e, Slimani 31e 90+2e, Brahimi 72e, Taïder 74e, Ghezzal 80e | 37e             |
| 29 mars 2016     | Stade d'Addis-Abeba Addis Ababa, Éthiopie | Éthiopie   | 3 - 3 | QCAN 2017   | Slimani 43e, Mandi 62e, Ghoulam 85e (pen.)                                | 37e             |
| 2 juin 2016      | Stade Linité Victoria, Seychelles         | Seychelles | 0 - 2 | QCAN 2017   | Benzia 41e, Soudani 60e                                                   | 33e             |
| 4 septembre 2016 | Stade Mustapha Tchaker Blida, Algérie     | Lesotho    | 6 - 0 | QCAN 2017   | Soudani 7e 38e, Mahrez 18e 74e, Taïder 24e, Boudebouz 45+3e (pen.)        | 32e             |
| 9 octobre 2016   | Stade Mustapha Tchaker Blida, Algérie     | Cameroun   | 1 - 1 | QCDM 2018   | Soudani 7e                                                                | 35e             |
| 11 novembre 2016 | Akwa Ibom Stadium Uyo, Nigeria            | Nigeria    | 3 - 1 | QCDM 2018   | Bentaleb 67e                                                              | 35e             |

Légende: A : Match amical / QCAN 2017 : Qualifications à la Coupe d'Afrique des nations de football 2017 / QCDM 2018 : Éliminatoires de la Coupe du monde de football 2018

## Qualifications à la Coupe d'Afrique 2017

### Groupe J
| Rang | Équipe     | Pts | J | G | N | P | Bp | Bc | Diff |  | Résultats (▼ dom., ► ext.) |     |     |     |     |
| ---- | ---------- | --- | - | - | - | - | -- | -- | ---- |  | -------------------------- | --- | --- | --- | --- |
| 1    | Algérie    | 16  | 6 | 5 | 1 | 0 | 25 | 5  | +20  |  | Algérie                    |     | 7-1 | 4-0 | 6-0 |
| 2    | Éthiopie   | 11  | 6 | 3 | 2 | 1 | 11 | 14 | -3   |  | Éthiopie                   | 3-3 |     | 2-1 | 2-1 |
| 3    | Seychelles | 4   | 6 | 1 | 1 | 4 | 5  | 11 | -6   |  | Seychelles                 | 0-2 | 1-1 |     | 2-0 |
| 4    | Lesotho    | 3   | 6 | 1 | 0 | 4 | 4  | 14 | -10  |  | Lesotho                    | 1-3 | 1-2 | 2-1 |     |

| Titulaires : |  |
| |  |
| 23 • Raïs M'Bolhi · 2 • Aïssa Mandi · 5 • Hichem Belkaroui · 3 • Faouzi Ghoulam · 18 • Mehdi Zeffane · 12 • Carl Medjani · 8 • Saphir Taïder · 11 • Yacine Brahimi 73e · 10 • Sofiane Feghouli 65e · 7 • Riyad Mahrez 78e · 13 • Islam Slimani 45e · |  |
| Remplaçants : |  |
| 15 • Rachid Ghezzal 73e · 14 • Ryad Boudebouz 65e · 17 • Yassine Benzia 78e · |  |
| Entraîneur : |  |
| Christian Gourcuff |  |

| Titulaires : |  |
| |  |
| 12 • Tariku Getnet · 6 • Alula Girma 34e · 2 • Tekalign Dejene · 9 • Getaneh Kebede · 15 • Aschalew Tamene · 3 • Yared Bayeh 90+3e · 7 • Yiech Gathuoch 76e · 14 • Behailu Assefa 46e · 8 • Asrat Megersa · 10 • Deng Ramkel 84e · 18 • Shimeles Bekele · |  |
| Remplaçants : |  |
| 16 • Tadle Mengesha 76e · 5 • Eliyas Mamo 84e · 17 • Dawit Fekadu 46e · |  |
| Entraîneur : |  |
| Yohannes Sahle |  |

| Titulaires : |  |
| |  |
| 23 • Raïs M'Bolhi · 2 • Aïssa Mandi · 5 • Hichem Belkaroui · 3 • Faouzi Ghoulam · 18 • Mehdi Zeffane · 12 • Carl Medjani · 8 • Saphir Taïder · 11 • Yacine Brahimi 73e · 10 • Sofiane Feghouli 65e · 7 • Riyad Mahrez 78e · 13 • Islam Slimani 45e · |  |
| Remplaçants : |  |
| 15 • Rachid Ghezzal 73e · 14 • Ryad Boudebouz 65e · 17 • Yassine Benzia 78e · |  |
| Entraîneur : |  |
| Christian Gourcuff |  |

| Titulaires : |  |
| |  |
| 12 • Tariku Getnet · 6 • Alula Girma 34e · 2 • Tekalign Dejene · 9 • Getaneh Kebede · 15 • Aschalew Tamene · 3 • Yared Bayeh 90+3e · 7 • Yiech Gathuoch 76e · 14 • Behailu Assefa 46e · 8 • Asrat Megersa · 10 • Deng Ramkel 84e · 18 • Shimeles Bekele · |  |
| Remplaçants : |  |
| 16 • Tadle Mengesha 76e · 5 • Eliyas Mamo 84e · 17 • Dawit Fekadu 46e · |  |
| Entraîneur : |  |
| Yohannes Sahle |  |

| Titulaires : |  |
| |  |
| 1 • Abel Mamo · 9 • Getaneh Kebede · 6 • Alula Girma · 15 • Aschalew Tamene · 16 • Tadle Mengesha 70e · 4 • Anteneh Tesfaye · 11 • Souliman Mohammed · 7 • Yiech Gathuoch · 14 • Behailu Assefa 46e · 18 • Shimeles Bekele · 10 • Deng Ramkel 82e · |  |
| Remplaçants : |  |
| 17 • Dawit Fekadu 46e · 5 • Elias Gebremariam 70e · 13 • Abdulkerim Mohamed 82e · |  |
| Entraîneur : |  |
| Yohannes Sahle |  |

| Titulaires : |  |
| |  |
| 23 • Raïs M'Bolhi · 2 • Aïssa Mandi · 3 • Faouzi Ghoulam · 18 • Mehdi Zeffane · 12 • Carl Medjani · 8 • Saphir Taïder · 6 • Walid Mesloub 58e · 11 • Yacine Brahimi 87e · 10 • Sofiane Feghouli 76e · 7 • Riyad Mahrez · 13 • Islam Slimani 41e · |  |
| Remplaçants : |  |
| 14 • Ryad Boudebouz 58e · 17 • Adlène Guedioura 87e · 15 • Rachid Ghezzal 76e · |  |
| Entraîneur : |  |
| Christian Gourcuff |  |

| Titulaires : |  |
| |  |
| 1 • Abel Mamo · 9 • Getaneh Kebede · 6 • Alula Girma · 15 • Aschalew Tamene · 16 • Tadle Mengesha 70e · 4 • Anteneh Tesfaye · 11 • Souliman Mohammed · 7 • Yiech Gathuoch · 14 • Behailu Assefa 46e · 18 • Shimeles Bekele · 10 • Deng Ramkel 82e · |  |
| Remplaçants : |  |
| 17 • Dawit Fekadu 46e · 5 • Elias Gebremariam 70e · 13 • Abdulkerim Mohamed 82e · |  |
| Entraîneur : |  |
| Yohannes Sahle |  |

| Titulaires : |  |
| |  |
| 23 • Raïs M'Bolhi · 2 • Aïssa Mandi · 3 • Faouzi Ghoulam · 18 • Mehdi Zeffane · 12 • Carl Medjani · 8 • Saphir Taïder · 6 • Walid Mesloub 58e · 11 • Yacine Brahimi 87e · 10 • Sofiane Feghouli 76e · 7 • Riyad Mahrez · 13 • Islam Slimani 41e · |  |
| Remplaçants : |  |
| 14 • Ryad Boudebouz 58e · 17 • Adlène Guedioura 87e · 15 • Rachid Ghezzal 76e · |  |
| Entraîneur : |  |
| Christian Gourcuff |  |

| Titulaires : |  |
| |  |
| 1 • Vincent Euphrasie · 2 • Yannick Manou · 3 • Andrew Onezia · 4 • Nelson Laurence · 11 • Carl Hopprich · 16 • Daniel Maillet · 10 • Achille Henriette · 17 • Colin Bibi 65e · 14 • Karl Hall 70e · 9 • Dine Suzette · – • · |  |
| Remplaçants : |  |
| 13 • Esther Collin 65e · 12 • Coralie Leeroy 70e · |  |
| Entraîneur : |  |
| Ralph Jean-Louis |  |

| Titulaires : |  |
| |  |
| 1 • Raïs M'Bolhi · 18 • Mehdi Zeffane · 2 • Aïssa Mandi · 5 • Hichem Belkaroui · 3 • Faouzi Ghoulam · 12 • Carl Medjani · 8 • Saphir Taïder · 14 • Ryad Boudebouz · 7 • Rachid Ghezzal 73e · 17 • Yassine Benzia 58e · 15 • El Arbi Hillel Soudani 90+2e · |  |
| Remplaçants : |  |
| 13 • Sofiane Hanni 58e · 10 • Sofiane Feghouli 72e · 6 • Sofiane Bendebka 90+2e · |  |
| Entraîneur : |  |
| Nabil Neghiz (intérim) |  |

| Titulaires : |  |
| |  |
| 1 • Vincent Euphrasie · 2 • Yannick Manou · 3 • Andrew Onezia · 4 • Nelson Laurence · 11 • Carl Hopprich · 16 • Daniel Maillet · 10 • Achille Henriette · 17 • Colin Bibi 65e · 14 • Karl Hall 70e · 9 • Dine Suzette · – • · |  |
| Remplaçants : |  |
| 13 • Esther Collin 65e · 12 • Coralie Leeroy 70e · |  |
| Entraîneur : |  |
| Ralph Jean-Louis |  |

| Titulaires : |  |
| |  |
| 1 • Raïs M'Bolhi · 18 • Mehdi Zeffane · 2 • Aïssa Mandi · 5 • Hichem Belkaroui · 3 • Faouzi Ghoulam · 12 • Carl Medjani · 8 • Saphir Taïder · 14 • Ryad Boudebouz · 7 • Rachid Ghezzal 73e · 17 • Yassine Benzia 58e · 15 • El Arbi Hillel Soudani 90+2e · |  |
| Remplaçants : |  |
| 13 • Sofiane Hanni 58e · 10 • Sofiane Feghouli 72e · 6 • Sofiane Bendebka 90+2e · |  |
| Entraîneur : |  |
| Nabil Neghiz (intérim) |  |

| Titulaires : |  |
| |  |
| 1 • Raïs M'Bolhi · 3 • Faouzi Ghoulam · 5 • Hichem Belkaroui 65e · 12 • Carl Medjani · 18 • Mehdi Zeffane · 8 • Saphir Taïder · 14 • Nabil Bentaleb · 7 • Riyad Mahrez · 10 • Ryad Boudebouz 46e · 13 • Islam Slimani · 15 • El Arbi Hillel Soudani 84e · |  |
| Remplaçants : |  |
| 11 • Yacine Brahimi 46e · 4 • Liassine Cadamuro 65e · 6 • Ismaël Bennacer 84e · |  |
| Entraîneur : |  |
| Milovan Rajevac |  |

| Titulaires : |  |
| |  |
| 1 • Liteboho Mokhehle 3 • Basia Makepe 5 • Mafa Moremoholo 4 • Bokang Sello 6 • Kopano Neris Tseka 13 • Thabiso Justice Mohapi 10 • Mabuti Potloane 17 • Jeremiah Kamele 11 • Thabiso Brown 7 • Hlompo Kalake 14 • Tsepo Seturumane |  |
| Remplaçants : |  |
| 12 • Kefuoe Mahula |  |
| Entraîneur : |  |
| Mochini Matete |  |

| Titulaires : |  |
| |  |
| 1 • Raïs M'Bolhi · 3 • Faouzi Ghoulam · 5 • Hichem Belkaroui 65e · 12 • Carl Medjani · 18 • Mehdi Zeffane · 8 • Saphir Taïder · 14 • Nabil Bentaleb · 7 • Riyad Mahrez · 10 • Ryad Boudebouz 46e · 13 • Islam Slimani · 15 • El Arbi Hillel Soudani 84e · |  |
| Remplaçants : |  |
| 11 • Yacine Brahimi 46e · 4 • Liassine Cadamuro 65e · 6 • Ismaël Bennacer 84e · |  |
| Entraîneur : |  |
| Milovan Rajevac |  |

| Titulaires : |  |
| |  |
| 1 • Liteboho Mokhehle 3 • Basia Makepe 5 • Mafa Moremoholo 4 • Bokang Sello 6 • Kopano Neris Tseka 13 • Thabiso Justice Mohapi 10 • Mabuti Potloane 17 • Jeremiah Kamele 11 • Thabiso Brown 7 • Hlompo Kalake 14 • Tsepo Seturumane |  |
| Remplaçants : |  |
| 12 • Kefuoe Mahula |  |
| Entraîneur : |  |
| Mochini Matete |  |

## Qualifications à la Coupe du monde 2018
| Titulaires : |  |
| |  |
| 23 • Raïs M'Bolhi · 17 • Adlène Guedioura · 4 • Liassine Cadamuro · 3 • Faouzi Ghoulam · 2 • Mehdi Zeffane · 12 • Carl Medjani · 8 • Saphir Taïder · 9 • Ryad Boudebouz 56e · 15 • El Arbi Hillel Soudani 67e 77e · 7 • Riyad Mahrez 88e · 13 • Islam Slimani · |  |
| Remplaçants : |  |
| 10 • Sofiane Feghouli 88e · 11 • Yacine Brahimi 56e · 18 • Rachid Ghezzal 77e · |  |
| Entraîneur : |  |
| Milovan Rajevac |  |

| Titulaires : |  |
| |  |
| 1 • Fabrice Ondoa · 2 • Allan Nyom 32e · 3 • Nicolas Nkoulou · 5 • Michael Ngadeu-Ngadjui 36e · 6 • Ambroise Oyongo · 7 • Karl Toko-Ekambi · 8 • Benjamin Moukandjo · 10 • Vincent Aboubakar · 11 • Edgar Salli 83e · 14 • Aurélien Chedjou · 17 • Arnaud Sutchuin 69e · |  |
| Remplaçants : |  |
| 15 • Sébastien Siani 69e · 22 • Dani Ndi 83e · |  |
| Entraîneur : |  |
| Hugo Broos |  |

| Titulaires : |  |
| |  |
| 23 • Raïs M'Bolhi · 17 • Adlène Guedioura · 4 • Liassine Cadamuro · 3 • Faouzi Ghoulam · 2 • Mehdi Zeffane · 12 • Carl Medjani · 8 • Saphir Taïder · 9 • Ryad Boudebouz 56e · 15 • El Arbi Hillel Soudani 67e 77e · 7 • Riyad Mahrez 88e · 13 • Islam Slimani · |  |
| Remplaçants : |  |
| 10 • Sofiane Feghouli 88e · 11 • Yacine Brahimi 56e · 18 • Rachid Ghezzal 77e · |  |
| Entraîneur : |  |
| Milovan Rajevac |  |

| Titulaires : |  |
| |  |
| 1 • Fabrice Ondoa · 2 • Allan Nyom 32e · 3 • Nicolas Nkoulou · 5 • Michael Ngadeu-Ngadjui 36e · 6 • Ambroise Oyongo · 7 • Karl Toko-Ekambi · 8 • Benjamin Moukandjo · 10 • Vincent Aboubakar · 11 • Edgar Salli 83e · 14 • Aurélien Chedjou · 17 • Arnaud Sutchuin 69e · |  |
| Remplaçants : |  |
| 15 • Sébastien Siani 69e · 22 • Dani Ndi 83e · |  |
| Entraîneur : |  |
| Hugo Broos |  |

| Titulaires : |  |
| |  |
| 1 • Daniel Akpeyi · 3 • Elderson Uwa Echiejile · 4 • Kenneth Omeruo 66e · 5 • William Troost-Ekong · 6 • Leon Balogun · 10 • John Obi Mikel 83e · 11 • Victor Moses 26e · 14 • Kelechi Iheanacho · 17 • Ogenyi Onazi · 18 • Alex Iwobi 75e · 20 • Oghenekaro Etebo · |  |
| Remplaçants : |  |
| 7 • Ahmed Musa 75e · 12 • Shehu Abdullahi 66e · 21 • Wilfred Ndidi 83e · |  |
| Entraîneur : |  |
| Gernot Rohr |  |

| Titulaires : |  |
| |  |
| 23 • Raïs M'Bolhi · 2 • Aïssa Mandi 61e · 5 • Hichem Belkaroui · 3 • Faouzi Ghoulam · 22 • Mohamed Ziti 80e · 12 • Carl Medjani 71e · 8 • Saphir Taïder 86e · 14 • Nabil Bentaleb 50e · 11 • Yacine Brahimi · 7 • Riyad Mahrez · 13 • Islam Slimani · |  |
| Remplaçants : |  |
| 10 • Sofiane Feghouli 80e · 19 • Mehdi Abeid 71e · 18 • Baghdad Bounedjah 86e · |  |
| Entraîneur : |  |
| Georges Leekens |  |

| Titulaires : |  |
| |  |
| 1 • Daniel Akpeyi · 3 • Elderson Uwa Echiejile · 4 • Kenneth Omeruo 66e · 5 • William Troost-Ekong · 6 • Leon Balogun · 10 • John Obi Mikel 83e · 11 • Victor Moses 26e · 14 • Kelechi Iheanacho · 17 • Ogenyi Onazi · 18 • Alex Iwobi 75e · 20 • Oghenekaro Etebo · |  |
| Remplaçants : |  |
| 7 • Ahmed Musa 75e · 12 • Shehu Abdullahi 66e · 21 • Wilfred Ndidi 83e · |  |
| Entraîneur : |  |
| Gernot Rohr |  |

| Titulaires : |  |
| |  |
| 23 • Raïs M'Bolhi · 2 • Aïssa Mandi 61e · 5 • Hichem Belkaroui · 3 • Faouzi Ghoulam · 22 • Mohamed Ziti 80e · 12 • Carl Medjani 71e · 8 • Saphir Taïder 86e · 14 • Nabil Bentaleb 50e · 11 • Yacine Brahimi · 7 • Riyad Mahrez · 13 • Islam Slimani · |  |
| Remplaçants : |  |
| 10 • Sofiane Feghouli 80e · 19 • Mehdi Abeid 71e · 18 • Baghdad Bounedjah 86e · |  |
| Entraîneur : |  |
| Georges Leekens |  |

## Statistiques

### Temps de jeu des joueurs
| Joueurs                                               |                 |                 |                 |                 |                 |                 |                 |                 |                 |                 |                 |                 |                 |                 |                 |                 |                 |                 |
| Gardiens de but                                       | Gardiens de but | Gardiens de but | Gardiens de but | Gardiens de but | Gardiens de but | Gardiens de but | Gardiens de but | Gardiens de but | Gardiens de but | Gardiens de but | Gardiens de but | Gardiens de but | Gardiens de but | Gardiens de but | Gardiens de but | Gardiens de but | Gardiens de but | Gardiens de but |
| ----------------------------------------------------- | --------------- | --------------- | --------------- | --------------- | --------------- | --------------- | --------------- | --------------- | --------------- | --------------- | --------------- | --------------- | --------------- | --------------- | --------------- | --------------- | --------------- | --------------- |
| Raïs M'Bolhi (Antalyaspor)                            | 90              | 90              | 90              | 90              | 90              | 90              |                 |                 |                 |                 |                 |                 |                 |                 |                 |                 |                 |                 |
| Défenseurs                                            |                 |                 |                 |                 |                 |                 |                 |                 |                 |                 |                 |                 |                 |                 |                 |                 |                 |                 |
| Aïssa Mandi (Stade de Reims puis Betis Séville)       | 90              | 90              | 90              |                 |                 | 90              |                 |                 |                 |                 |                 |                 |                 |                 |                 |                 |                 |                 |
| Carl Medjani (Levante UD puis Leganés)                | 90              | 90              | 90              | 90              | 90              | 71              |                 |                 |                 |                 |                 |                 |                 |                 |                 |                 |                 |                 |
| Faouzi Ghoulam (SSC Naples)                           | 90              | 90              | 90              | 90              | 90              | 90              |                 |                 |                 |                 |                 |                 |                 |                 |                 |                 |                 |                 |
| Mehdi Zeffane (Stade rennais)                         | 90              | 90              | 90              | 90              | 90              |                 |                 |                 |                 |                 |                 |                 |                 |                 |                 |                 |                 |                 |
| Hichem Belkaroui (CD Nacional puis Espérance)         | 90              |                 | 90              | 65              |                 | 90              |                 |                 |                 |                 |                 |                 |                 |                 |                 |                 |                 |                 |
| Liassine Cadamuro (Servette FC)                       |                 |                 |                 | 25              | 90              |                 |                 |                 |                 |                 |                 |                 |                 |                 |                 |                 |                 |                 |
| Mohamed Khoutir Ziti (ES Sétif)                       |                 |                 |                 |                 |                 | 80              |                 |                 |                 |                 |                 |                 |                 |                 |                 |                 |                 |                 |
| Milieux de terrain                                    |                 |                 |                 |                 |                 |                 |                 |                 |                 |                 |                 |                 |                 |                 |                 |                 |                 |                 |
| Walid Mesloub (FC Lorient)                            |                 | 58              |                 |                 |                 |                 |                 |                 |                 |                 |                 |                 |                 |                 |                 |                 |                 |                 |
| Saphir Taïder (Bologne FC)                            | 90              | 90              | 90              | 90              | 90              | 86              |                 |                 |                 |                 |                 |                 |                 |                 |                 |                 |                 |                 |
| Riyad Mahrez (Leicester City)                         | 78              | 90              |                 | 90              | 88              | 90              |                 |                 |                 |                 |                 |                 |                 |                 |                 |                 |                 |                 |
| Sofiane Feghouli (Valence CF puis West Ham FC)        | 65              | 76              | 18              |                 | 2               | 10              |                 |                 |                 |                 |                 |                 |                 |                 |                 |                 |                 |                 |
| Yacine Brahimi (FC Porto)                             | 73              | 87              |                 | 44              | 34              | 90              |                 |                 |                 |                 |                 |                 |                 |                 |                 |                 |                 |                 |
| Rachid Ghezzal (Olympique lyonnais)                   | 17              | 14              | 72              |                 | 13              |                 |                 |                 |                 |                 |                 |                 |                 |                 |                 |                 |                 |                 |
| Ryad Boudebouz (Montpellier HSC)                      | 25              | 32              | 90              | 46              | 56              |                 |                 |                 |                 |                 |                 |                 |                 |                 |                 |                 |                 |                 |
| Adlène Guedioura (Watford FC)                         |                 | 3               |                 |                 | 90              |                 |                 |                 |                 |                 |                 |                 |                 |                 |                 |                 |                 |                 |
| Sofiane Hanni (KV Malines puis RSC Anderlecht)        |                 |                 | 32              |                 |                 |                 |                 |                 |                 |                 |                 |                 |                 |                 |                 |                 |                 |                 |
| Sofiane Bendebka (NA Hussein Dey)                     |                 |                 | 0               |                 |                 |                 |                 |                 |                 |                 |                 |                 |                 |                 |                 |                 |                 |                 |
| Ismaël Bennacer (Arsenal FC)                          |                 |                 |                 | 6               |                 |                 |                 |                 |                 |                 |                 |                 |                 |                 |                 |                 |                 |                 |
| Nabil Bentaleb (Schalke 04)                           |                 |                 |                 |                 |                 | 90              |                 |                 |                 |                 |                 |                 |                 |                 |                 |                 |                 |                 |
| Mehdi Abeid (Dijon FCO)                               |                 |                 |                 |                 |                 | 19              |                 |                 |                 |                 |                 |                 |                 |                 |                 |                 |                 |                 |
| Attaquants                                            |                 |                 |                 |                 |                 |                 |                 |                 |                 |                 |                 |                 |                 |                 |                 |                 |                 |                 |
| Yassine Benzia (Lille OSC)                            | 12              |                 | 58              |                 |                 |                 |                 |                 |                 |                 |                 |                 |                 |                 |                 |                 |                 |                 |
| Islam Slimani (Sporting Lisbonne puis Leicester City) | 90              | 90              |                 | 90              | 90              | 90              |                 |                 |                 |                 |                 |                 |                 |                 |                 |                 |                 |                 |
| El Arbi Hillel Soudani (Dinamo Zagreb)                |                 |                 | 90              | 84              | 77              |                 |                 |                 |                 |                 |                 |                 |                 |                 |                 |                 |                 |                 |
| Baghdad Bounedjah (Al-Sadd SC)                        |                 |                 |                 |                 |                 | 4               |                 |                 |                 |                 |                 |                 |                 |                 |                 |                 |                 |                 |

- Les nombres présents dans chaque case de la matrice représentent le nombre de minutes jouées par le joueur lors de ce match (0 signifie que le joueur est entré pendant le temps additionnel).

### Buteurs
4 buts     
- El Arbi Hillel Soudani ( Seychelles)  ( Lesotho × 2) ( Cameroun)

3 buts    
- Islam Slimani ( Éthiopie × 2) ( Éthiopie)

2 buts   
- Sofiane Feghouli ( Éthiopie × 2)
- Riyad Mahrez ( Lesotho × 2)
- Saphir Taïder ( Éthiopie)  ( Lesotho)

1 but  
- Yacine Brahimi ( Éthiopie)
- Rachid Ghezzal ( Éthiopie)
- Aïssa Mandi ( Éthiopie)
- Faouzi Ghoulam ( Éthiopie)
- Yassine Benzia ( Seychelles)
- Ryad Boudebouz ( Lesotho)
- Nabil Bentaleb ( Nigeria)

### Passeurs décisifs
3 passes 
- Riyad Mahrez
  -  Éthiopie : à Islam Slimani
  -  Éthiopie : à Saphir Taïder
  -  Nigeria : à Nabil Bentaleb

2 passes 
- Faouzi Ghoulam
  -  Éthiopie : à Rachid Ghezzal
  -  Éthiopie : à Islam Slimani
- Ryad Boudebouz
  -  Éthiopie : à Aïssa Mandi
  -  Seychelles : à El Arbi Hillel Soudani
- Islam Slimani
  -  Lesotho : à El Arbi Hillel Soudani
  -  Cameroun : à El Arbi Hillel Soudani

1 passe 
- Walid Mesloub
  -  Éthiopie : à Islam Slimani
- Carl Medjani
  -  Lesotho : à El Arbi Hillel Soudani
- El Arbi Hillel Soudani
  -  Lesotho : à Riyad Mahrez

### Cartons jaunes
2 cartons jaunes  
- Islam Slimani  (45e  Éthiopie et 41e  Éthiopie)

1 carton jaune 
- El Arbi Hillel Soudani  (67e  Cameroun)
- Nabil Bentaleb  (50e  Nigeria)
- Aïssa Mandi  (61e  Nigeria)

## Maillot
L'équipe d'Algérie porte en 2016 un maillot confectionné par l'équipementier Adidas.
| Couleurs | Blanc et Vert |           |           |           |
| Marque   | Adidas        |           |           |           |
| Domicile | Extérieur     | Gardien 1 | Gardien 2 | Gardien 3 |